# Horacio O'Connor
Horacio O'Connor (Buenos Aires, Argentina, 2 de enero de 1928 - ibídem, 13 de julio de 1997) fue un actor de televisión y cine argentino.

## Biografía
Hijo de familia de actores, sus padres fueron los primeros actores Lalo Hartich y Elsa O'Connor. Horacio trabajó en los mejores programas de la televisión argentina; se destacó en su paso por Señorita maestra, la comedia infantil protagonizada por María de los Ángeles Medrano y en la que interpretaba al padre de Etelvina. Integró los elencos de Alberto Olmedo y Pepe Biondi y fue segundo de Carlitos Balá durante muchos años. También hizo muchos papeles dramáticos en teleteatros; por nombrar algunos: El pulpo negro como el director general de Policía; en Malevo (1972) con Rodolfo Beban, interpretó a Emilio Méndez Uriarte, entre otros roles estelares. En cine actuó en Captura recomendada (1950), La nona (1979), El tío Disparate (1978) y El Manosanta está cargado (1987), de Hugo Sofovich, entre otros títulos.
El actor Horacio O'Connor falleció el 13 de julio de 1997 víctima de un infarto masivo a los 69 años. Sus restos descansan junto a sus padres en el Panteón de la Asociación Argentina de Actores del Cementerio de la Chacarita.

## Filmografía
- El manosanta está cargado (1987)
- Mingo y Aníbal en la mansión embrujada (1986)
- El rey de los exhortos (1979)
- La nona (1979)
- Mi mujer no es mi señora (1978)
- El tío Disparate (1978)
- Una mujer (1975)
- Rolando Rivas, taxista(1974)
- El regreso (1950)
- Captura recomendada (1950)
- El retrato (1947)

## Televisión
- 1968/1970: Balabasadas
- 1969/1972: Muchacha italiana viene a casarse
- 1972/1974: Malevo
- 1976: El gato
- 1980: Un día 32 en San Telmo
- 1981: El show de Carlitos Balá
- 1981/1982: La sombra
- 1982: El oriental
- 1982: Como en el teatro
- 1982: Teatro de humor
- 1983: La comedia del domingo
- 1984: Entre el amor y el poder
- 1985: El pulpo negro
- 1985: No toca botón
- 1988: Vendedoras de Lafayette
- 1988: La bonita pagina
- 1992: El oro y el barro
- 1993: Amigos son los amigos
- 1994: Más allá del horizonte

## Teatro
- El ángel de barro (1954)
- El vergonzoso en palacio (1967)